# (1962) Dunant
(1962) Dunant (1973 WE) – planetoida z grupy pasa głównego asteroid okrążająca Słońce w ciągu 5,7 lat w średniej odległości 3,19 j.a. Odkryta 24 listopada 1973 roku.